# 그것이 성우!
《그것이 성우!》(일본어: それが声優! それがせいゆう[*])는 일본의 만화이다. 성우인 아사노 마스미와 만화가 하타 켄지로의 합작으로 완성된 동인지 만화 작품을 원작으로 2015년 7월부터 9월까지 애니메이션화가 진행되어 방영되었다. 애니메이션 제작사는 곤조이며 일본 현지에서는 도쿄 MX, MBS 등에서 방영되었다.